# Catharina Svensson

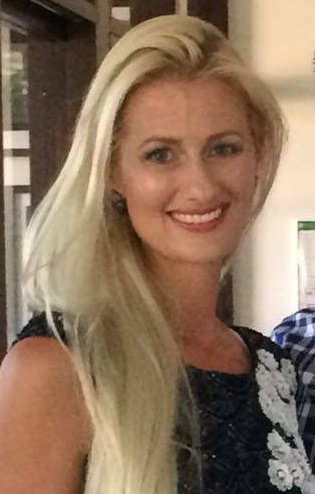
Catharina Svensson in 2015

Catharina Svensson (Kopenhagen, 24 juli 1982), is een Deense fotomodel en van beroep advocate. 
Ze werd in 2001 verkozen tot Miss Earth in Manilla, Filipijnen. Svensson is de eerste Miss Earth-winnares en met haar overwinning behaalde Denemarken haar eerste internationale schoonheidstitel. Bij het overwinning zei ze dat ze rechtenstudente en parttime model was. In 2005 keerde Catharina terug naar de Miss Earth-verkiezing als jurylid. Ze 1,80 meter lang. 
Op 6 oktober 2007 trad ze in het huwelijk met Jan Brink, een Zweedse ruiter dit zevenmaal nationaal kampioen werd in de dresseur. Op 22 maart 2010 werd hun eerste kind geboren.